# Свети Николай (Башкьой)
„Свети Николай“ (на гръцки: Αγίου Νικολάου, Агиу Николау) е православна църква в сярско село Башкьой (Кефалохори), Егейска Македония, Гърция, енорийски храм на Сярската и Нигритска епархия на Вселенската патриаршия.
Църквата е гробищен храм, разположен в източната част на селото. Построена е в 1965 година. В архитектурно отношение е малка базилика без купол. Осветена е на 30 ноември 2003 година от митрополит Теолог Серски и Нигритски. Храмът е изписан.